# Capua euphona
Espèce
Capua euphona est une espèce de lépidoptères (papillons) de la famille des Tortricidae.
On la trouve en Australie.